# Омид Џалили
Омид Џалили (енгл. Omid Djalili; перс. امید جلیلی; рођен 30. септембра 1965. у Лондону), је енглеско ирански комичар и глумац.
Џалили се појавио у бројним филмовима, међу којима су Гладијатор, Мумија, Затворски круг, Свет није довољан, Шпијунска игра, Небески капетан и свет сутрашњице, Нотинг Хил, Пирати са Кариба: На крају света, Секс и град 2 и даје свој глас у Преко ограде.